# Rome (uva)
La rome es una variedad de uva (Vitis vinifera) tinta autorizada para la comunidad autónoma de Andalucía por la Orden APA/1819/2007, por la que se actualiza el anexo V, clasificación de las variedades de vid, del Real Decreto 1472/2000, de 4 de agosto, que regula el potencial de producción vitícola. Se cultiva en la zona de Alhama de Granada
- Datos: Q6111447